# A Life for a Life
A Life for a Life er en amerikansk stumfilm fra 1910 af Edwin R. Phillips.